# 한련초
한련초(旱蓮草, 문화어: 한년풀)는 국화과에 속하는 여러해살이풀이다. 세계적으로 널리 퍼져 있다.

## 생태
논둑이나 습지에서 자란다. 줄기 높이는 10~60센티미터에 이른다. 몸 전체에 조금 거센 느낌의 털이 난다. 잎은 마주나고 바소꼴이며, 잎자루는 거의 없다. 길이 3~10센티미터, 폭 5~25밀리미터쯤 되며, 가장자리에 잔 톱니가 있다. 양면에 털이 있어 껄끄럽다. 꽃은 두화로 8~9월에 잎겨드랑이에서 나온 긴 꽃자루 끝에 1개씩 달리며, 설상화는 흰색이고 가운데 대롱꽃은 노란색이다. 열매는 수과로, 3~5개 모서리가 지고, 까맣게 익으며 갓털이 없다. 줄기를 자르면 검은 즙액이 나오며 잘라진 부분도 금세 까매진다.

## 쓰임새
생약으로 전초를 쓰며 묵한연(墨旱蓮)이라 한다. 청혈, 지혈약으로 쓴다. 인도에서는 하제 및 강장제로 사용한다.

## 관리 및 번식법
관리법 : 어느 곳이나 잘 자라며 화단에 심으면 좋다.
번식법 : 11월에 얻은 종자를 보관 후 이듬해 봄에 뿌린다.

## 사진

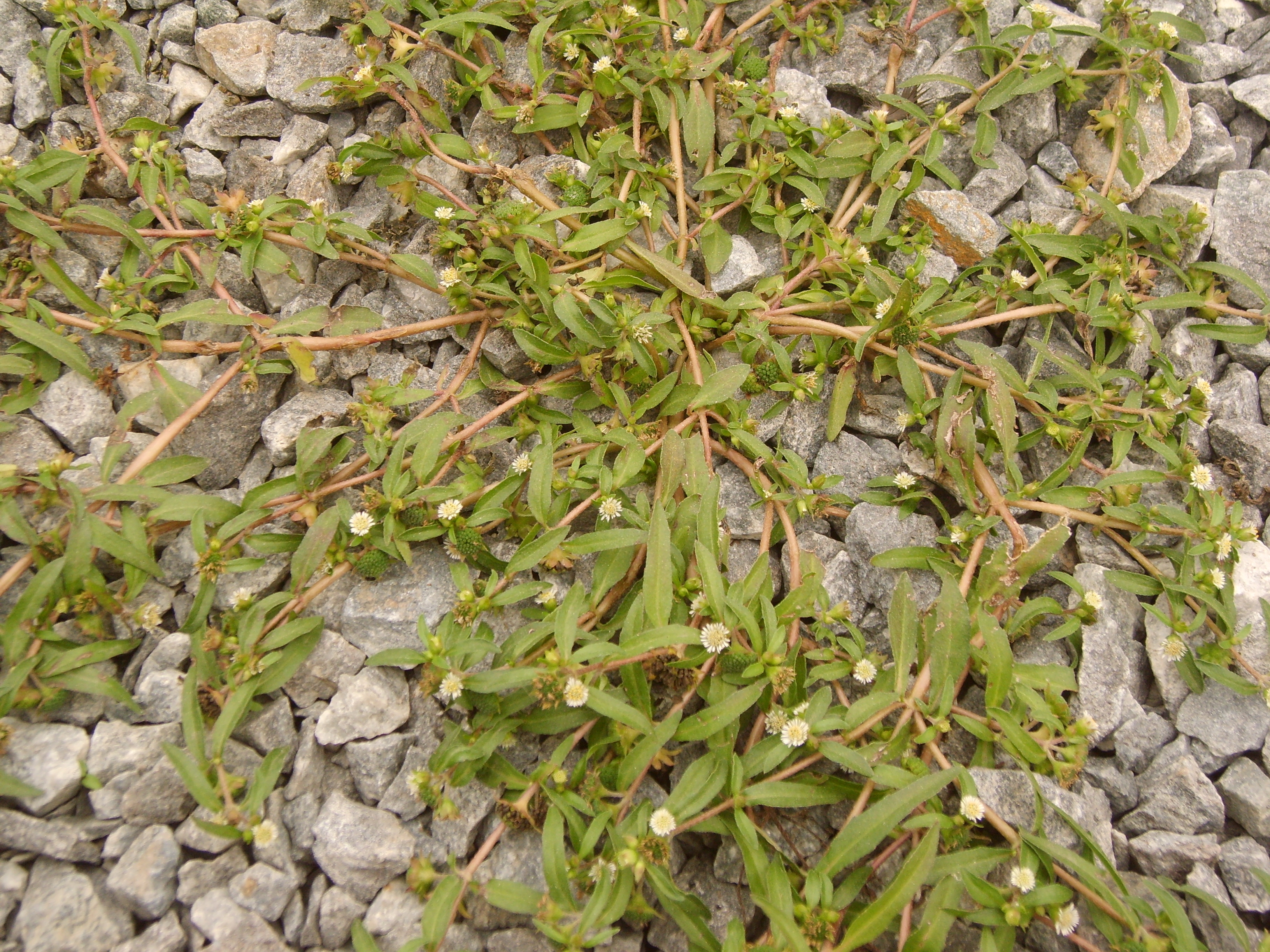
땅바닥을 기기도 한다.
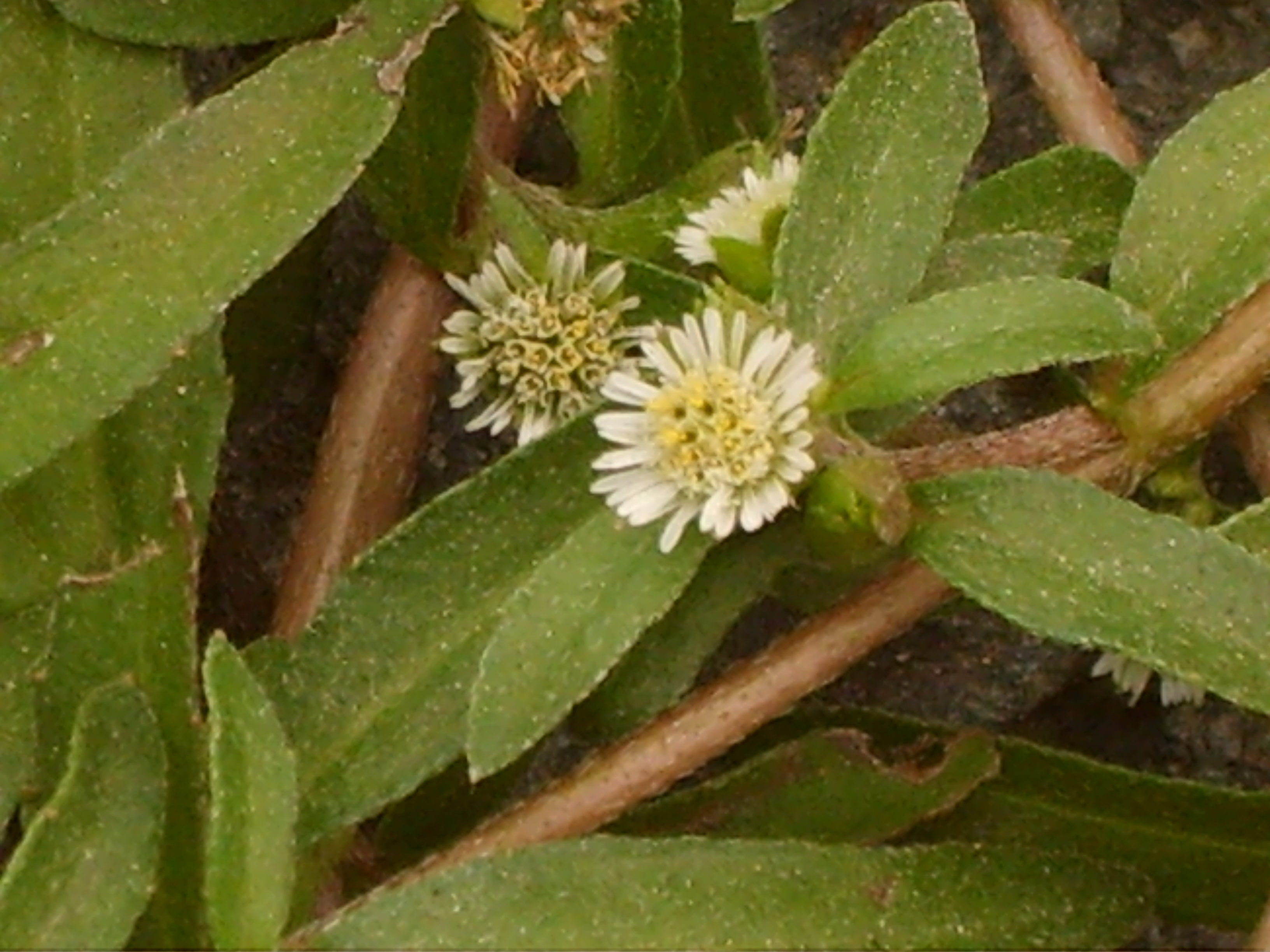
꽃
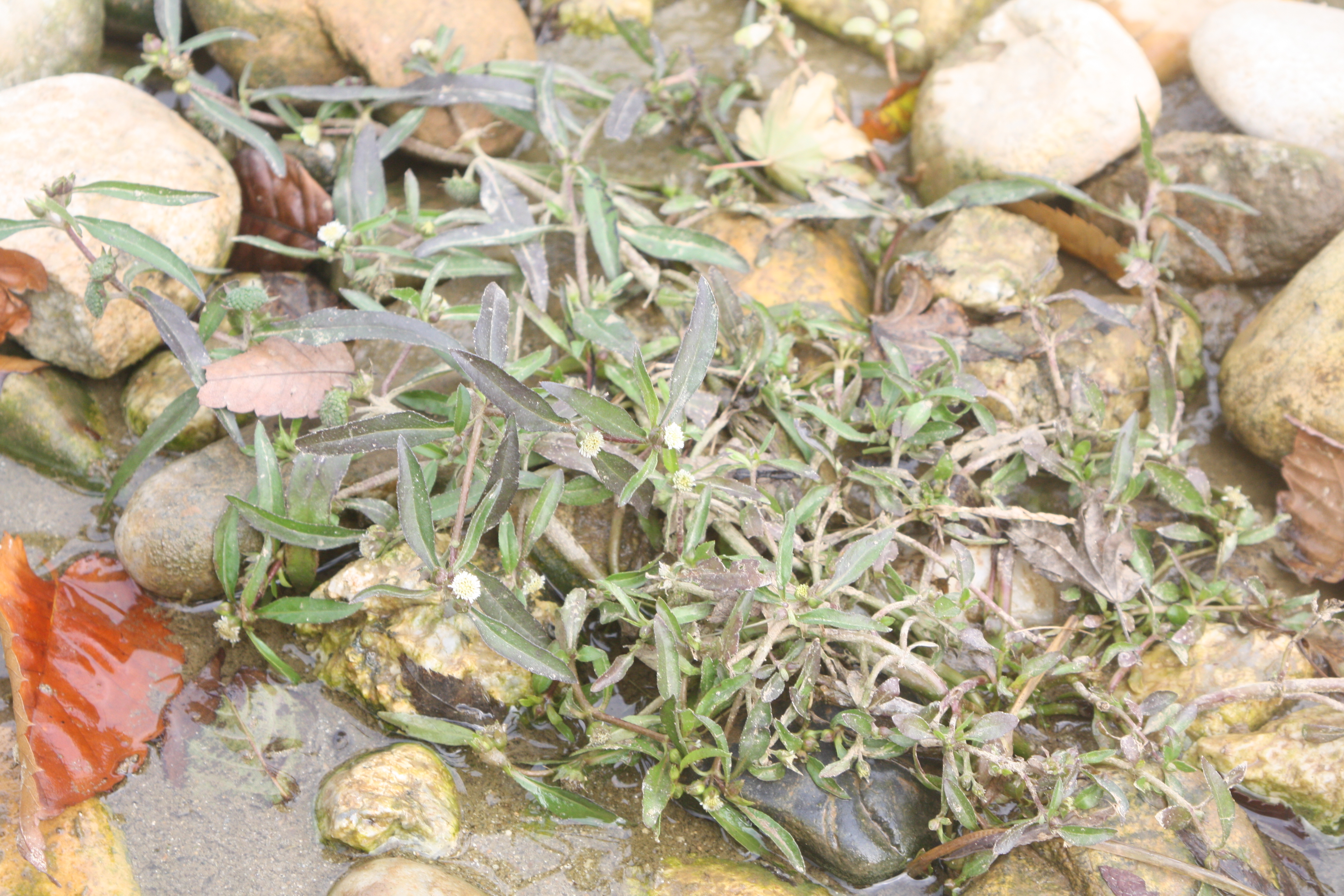
냇가에서